# Deutzia bungoensis
Deutzia bungoensis är en hortensiaväxtart som beskrevs av Hatusima. Deutzia bungoensis ingår i släktet deutzior, och familjen hortensiaväxter. Inga underarter finns listade i Catalogue of Life.